# Tovomita microcarpa
Tovomita microcarpa là một loài thực vật có hoa thuộc họ Clusiaceae.
Loài này chỉ có ở Peru.